# 전국인민대표대회 상무위원회
전국인민대표대회 상무위원회(중국어 간체자: 全国人民代表大会常务委员会, 정체자: 全國人民代表大會常務委員會, 병음: Quánguó Rénmín Dàibiǎo Dàhuì Chángwù Wěiyuánhuì)는 중화인민공화국 전국인민대표대회의 약 150명의 위원으로 구성된 위원회이다. 상무위원회는 사실상의 입법기관으로써, 법률을 수정할 헌법적 권한을 갖고 있다. 중국의 최고 입법자인 위원장은 전통적으로 권력 서열 3위에 해당되고, 현재 위원장은 리잔수이다.
전국인민대표대회 상무위원회는 2개월마다 1회 개최되며, 매회 회의기간은 7일~10일 정도이다. 상무위원회는 위원장 1명, 부위원장 13명, 비서장 1명 및 161명의 위원으로 구성(겸직 포함 총175명)된다. 전국만민대표대회 상무위원회 위원은 국가행정기관, 사법 또는 검찰기관의 업무를 겸직할 수 없다.
전국인민대표대회 상무위원회는 전국인민대표대회 폐회기간 중에 인사권을 행사하는데, 인사권 중에서 결정권으로는 총리의 제청으로 국무원 부장, 위원회 주임, 심계장(審計長), 비서장을 결정하고, 주석의 제청으로 중앙군사위원회 주석 이외의 구성원을 결정한다. 그리고 전권대사의 결정권도 행사한다.
상무위원회는 또한 중화인민공화국의 헌법과 법률에 관한 해석을 하는 힘을 가진 준사법적 기능을 가지고 있다. 이 권한을 행사한 주목할 만한 사건 중의 하나는 1999년 홍콩 반환에 관련된 논란이었다. 상무위원회는 홍콩 특별행정구에서의 체류에 관한 권리에 대해, "중국 본토에서 출생한 홍콩인 자녀들의 홍콩 거주권을 제한한다"라고 홍콩 기본법을 해석하였다. 그러나, 이것은 기존의 대법원 해석과 다른 것이었다.

## 역대 상무위원장
- 류샤오치 (1954년 9월 - 1959년 4월)
- 주더 (1959년 4월 - 1976년 7월)
- 집단지도체제 (1976년 7월 - 1978년 3월)
- 예젠잉 (1978년 3월 - 1983년 6월)
- 펑전 (1983년 6월 - 1988년 3월)
- 완리 (1988년 3월 - 1993년 3월)
- 차오스 (1993년 3월 - 1998년 3월)
- 리펑 (1998년 3월 - 2003년 3월)
- 우방궈 (2003년 3월 - 2013년 3월)
- 장더장(2013년 3월 - 2018년 3월)
- 리잔수(2018년 3월 - 현재)

## 같이 보기
- 소련 최고 소비에트 상임위원회
- 쿠바 국가평의회